# 제32회 홍콩 영화 금상장
제32회 홍콩 영화 금상장은 2013년 4월 13일에 열린 시상식이다.

## 수상 및 후보

### 작품상
- 콜드워 - 써니 럭 외 1명 수상
- 저속희극 - 펑하오샹
- 모터웨이: 분노의질주 - 정 바오루이
- 소실적자탄 - 나지량
- 바이럴 팩터 - 임초현

### 감독상
- 콜드워 - 써니 럭 외 1명 수상
- 모터웨이: 분노의질주 - 정 바오루이
- 골치아픈 사랑 - 펑하오샹
- 소실적자탄 - 나지량
- 바이럴 팩터 - 임초현

### 각본상
- 콜드워 - 써니 럭 외 1명 수상
- 저속희극 - 펑하오샹
- 골치아픈 사랑 - 펑하오샹
- 소실적자탄 - 로 신-링
- 청풍자 - 맥조휘 외 1명

### 남우주연상
- 콜드워 - 양가휘 수상
- 나이트 폴 - 장가휘
- 저속희극 - 두문택
- 소실적자탄 - 유청운
- 청풍자 - 양조위

### 여우주연상
- 골치아픈 사랑 - 양천화 수상
- 대마술사 - 저우쉰
- 고해발지련 II - 정수문
- 러브 리프팅 - 강약림
- 청풍자 - 저우쉰

### 남우조연상
- 저속희극 - 정중기 수상
- 소실적자탄 - 요계지
- 콜드 워 - 임가동
- 디바 - 두문택
- 현홍 - 만자량

### 여우조연상
- 저속희극 - 진정 수상
- 저속희극 - 소음음
- 소실적자탄 - 강일연
- 바이럴 팩터 - 금연령
- 청풍자 - 범효훤

### 신인상
- 콜드 워 - Alex Tsui 수상
- 차이니즈 조디악 - 장란신
- 타이치 0 - Jayden Yuan
- 대상해 - Joyce Feng
- 희애야포 2 - Sammy Sum Chun Hin

### 촬영상
- 청풍자 - 반요명 수상
- 대상해 - 관지요
- 소실적자탄 - 진지영
- 바이럴 팩터 - 사충도
- 콜드 워 - 관지요

### 편집상
- 콜드 워 - 궝취렁 수상
- 차이니즈 조디악 - 구지위
- 모터웨이: 분노의질주 - 양전륜
- 소실적자탄 - 궝취렁
- 바이럴 팩터 - 종위쇠

### 미술상
- 대상해 - 해중문 수상
- 타이치 0 - 티미 입
- 플라잉 기요틴 - 유세운
- 소실적자탄 - 장세굉
- 청풍자 - 만림중

### 의상&메이크업상
- 대마술사 - 대미령 외 1명 수상
- 타이치 0 - 티미 입
- 플라잉 기요틴 - 오리로
- 소실적자탄 - 장세걸
- 청풍자 - 만림중

### 무술감독상
- 차이니즈 조디악 - 성룡 외 1명 수상
- 타이치 0 - 홍금보
- 모터웨이: 분노의질주 - 전가락 외 2명
- 바이럴 팩터 - 전가락 외 3명
- 콜드 워 - 전가락 외 1명

### 영화음악상
- 콜드 워 - 피터 캄 수상
- 대상해 - 진광영
- 소실적자탄 - 위계량 외 1명
- 디바 - 임이문
- 청풍자 - 진광영

### 주제가상
- 대상해 - '定風波' 수상
- 플라잉 기요틴 - '刀鋒偏冷'
- 고해발지련 II - 'DoReMi'
- 희애야포 2 - '戀無可戀'
- 디바 - '追風箏的風箏'

### 음향효과상
- 콜드 워 - 증경상 수상
- 플라잉 기요틴 - 증경상
- 모터웨이: 분노의질주 - Benny Chu
- 소실적자탄 - 정영원
- 바이럴 팩터 - 증경상

### 시각효과상
- 콜드 워 - 정문정 수상
- 차이니즈 조디악 - 한영우
- 타이치 0 - 추지성
- 플라잉 기요틴 - 황굉달
- 모터웨이: 분노의질주 - 나위호

### 신인감독상
- 나이트 폴 - 주현량 수상
- 맥덜, 음악돼지 - 브라이언 체
- 현홍 - 풍지강

### 중국, 대만 최고의 영화
- 일구사이 - 펑샤오강 수상
- 여친남친 - 양야체
- 실연 33일 - 등화도
- 화피 2 - 우얼샨
- 러브 - 유승택